# Jacques Baratier
Jacques Baratier (Montpellier, 8 marzo 1918 – Antony, 27 novembre 2009) è stato un regista e sceneggiatore francese.

## Filmografia

### Regia
- Les Filles du soleil (1948)
- Désordre (1949)
- La Cité du midi (1951)
- La Vie du vide (1952)
- Le Métier de danseur (1953)
- Histoire du palais idéal (1954)
- Paris la nuit (1955)
- I giorni dell'amore (Goha) (1958)
- La poupée (1962)
- Confetti al pepe (Dragées au poivre) (1963)
- Eves futures (1964)
- L'or du duc (1965)
- Voilà l'ordre (1966)
- Le Désordre à vingt ans (1967)
- Piège (1968)
- Les Indiens (1969)
- Cinéastes de notre temps (1 episodio, 1969)
- La Ville-bidon (1973)
- Amore alla francese (Vous intéressez-vous à la chose?) (1974)
- Opération séduction (1975)
- L'Araignée de satin (1984)
- Rien, voilà l'ordre (2003)